# Lucius Cornelius Chrysogonus
Lucius Cornelius Chrysogonus, död 80 f.Kr., var en romersk frigiven. 
Chrysogonus tjänade under Sulla under dennes fälttåg i östen mot Mithridates och i de romerska inbördeskrigen. Sedan Sulla intagit Rom 80 f.Kr. sattes Chrysogonus i tjänst som huvudansvarig för proskriptionerna av Sullas fiender, där hundratals romerska aristokrater mördades och deras ägor beslagtogs till Sullas förmån. Cicero åtalade honom för korruption och anstiftan till justitiemord på en viss Sextus Roscius från Ameria, som stod anklagad för mord på sin far. Det var genom sitt orädda angrepp på Chrysogonus som Cicero grundade sin politiska karriär, och sedan Sulla förlorat folkets tycke i rättegången lät han avrätta Chrysogonus på den Tarpeiska klippan.